# Фінал кубка України з футболу 1993
Фіна́л Ку́бка Украї́ни з футбо́лу 1993 — 2-й фінал Кубка України з футболу. Пройшов 30 травня 1993 року у Києві на Республіканському стадіоні між київським «Динамо» і львівськими «Карпатами» .

## Шлях до фіналу
| Динамо       | Динамо         | Раунд      | Карпати      | Карпати        |
| ------------ | -------------- | ---------- | ------------ | -------------- |
| Суперник     | Результат      |            | Суперник     | Результат      |
| «Сокіл» Л    | 0-7 (в гостях) | 1-й раунд  | «Миколаїв»   | 1-0 (в гостях) |
| «Сокіл» Л    | 3-0 (вдома)    | 1-й раунд  | «Миколаїв»   | 3-0 (вдома)    |
| «Спартак» ІФ | 0-2 (в гостях) | 2-й раунд  | «Одеса»      | 0-0 (в гостях) |
| «Спартак» ІФ | 4-1 (вдома)    | 2-й раунд  | «Одеса»      | 3-2 (вдома)    |
| «Волинь»     | 5-1 (вдома)    | 1/4 фіналу | «Металург» З | 0-1 (в гостях) |
| «Волинь»     | 2-2 (в гостях) | 1/4 фіналу | «Металург» З | 2-1 (вдома)    |
| «Металіст»   | 1-1 (в гостях) | Півфінал   | «Торпедо» З  | 0-1 (в гостях) |
| «Металіст»   | 3-0 (вдома)    | Півфінал   | «Торпедо» З  | 2-1 (вдома)    |

## Протокол матчу
| 30 травня 1993 року. +17 °C |

| «Динамо» (Київ)           | 2:1      | «Карпати» (Львів) |
| ------------------------- | -------- | ----------------- |
| Леоненко 23', Топчієв 64' | протокол | Плотко 89' (пен.) |

| Київ, Республіканський стадіон Глядачів: 47 000 Арбітр: Володимир П'яних (Донецьк) |

| «Динамо» | «Карпати» |

| Динамо:         |    |                      |     |
|                 |    |                      |     |
| ВР              | 1  | Ігор Кутєпов         |     |
| ПЗ              | 2  | Олег Лужний (к)      |     |
| ЗХ              | 3  | Віталій Пономаренко  |     |
| ЗХ              | 4  | В'ячеслав Хруслов    | 85' |
| ЗХ              | 5  | Сергій Шматоваленко  |     |
| ПЗ              | 6  | Сергій Ребров        | 40' |
| ЗХ              | 7  | Андрій Анненков      |     |
| ЗХ              | 8  | Юрій Грицина         | 64' |
| ПЗ              | 9  | Дмитро Топчієв       | 64' |
| НП              | 10 | Віктор Леоненко      | 23' |
| НП              | 11 | Анатолій Безсмертний |     |
| Заміни:         |    |                      |     |
| ЗХ              | 12 | Володимир Шаран      | 85' |
| ПЗ              | 13 | Сергій Ковалець      | 40' |
| НП              | 14 | Павло Шкапенко       | 64' |
| Тренер:         |    |                      |     |
| Михайло Фоменко |    |                      |     |

| Карпати:       |   |                      |     |
|                |   |                      |     |
| ВР             | ? | Богдан Стронціцький  |     |
| ЗХ             | ? | Сергій Романишин     |     |
| ПЗ             | ? | Олександр Чижевський |     |
| ПЗ             | ? | Андрій Гусін         |     |
| МПЗ            | ? | Юрій Мокрицький (к)  | 56' |
| НП             | ? | Анатолій Петрик      |     |
| ЗХ             | ? | Василь Кардаш        |     |
| ЗХ             | ? | Василь Леськів       |     |
| ПЗ             | ? | Юрій Шулятицький     | 46' |
| НП             | ? | Ігор Плотко          |     |
| ЗХ             | ? | Михайло Стельмах     | 77' |
| Заміни:        |   |                      |     |
| ЗХ             | ? | Микола Каліщук       | 46' |
| НП             | ? | Дмитро Мазур         | 77' |
| Тренер:        |   |                      |     |
| Мирон Маркевич |   |                      |     |

| Особи - Асиситенти арбітра: - Степан Сельменський (Ужгород) - Віктор Головко (Дніпропетровськ) - Четвертий рефері: Ігор Ярменчук (Київ) | Правила матчу - Гра триває 90 хвилин. - 30 хвилин додаткового часу за необхідності. - Післяматчеві пенальті, якщо рахунок не змінився. - Сім гравців у запасі. - Максимум 3 заміни. |

| Володар Кубка України 1992/93 |
| ----------------------------- |
| «Динамо» (Київ) Вперше        |

## Факти
- За матч було показано одну жовту картку
- Один з небагатьох фіналів українського кубка, де грали виключно українці